# Milícies Confederals de la CNT del Centre
Les Milícies Confederals de la CNT del Centre són les milícies reclutades per la CNT a les seccions de Madrid, Castella i Lleó i Castella-La Manxa que lluitaren durant la guerra civil espanyola.

## Introducció
Tot i que les milícies llibertàries més famoses de la Guerra Civil espanyola de 1936-39 fossin les que operaven sl Front d'Aragó, a Madrid es van formar nombroses centúries, batallons i columnes d'ideologia anarquista. Des dels primers dies de l'aixecament militar a Madrid fins a la militarització definitiva de les milícies (que va començar al novembre i va acabar el gener de 1937), van participar al voltant de 65.000 persones en aquestes milícies de caràcter llibertari. Unes 30.000 estaven actives al gener.
Durant el mes d'Agost la CNT va jugar el paper preponderant a Madrid. Havia aconseguit armes gràcies a la presa del Caserna de la Montaña, i va organitzar un considerable nombre de milícies que van alliberar les ciutats de Castella (Alcalá de Henares, Guadalajara, Conca i gairebé tot Toledo). No obstant això aquesta supremacia no va durar molt temps. Quan es crea el govern de Largo Caballero al setembre, aquest va anar imposant progressivament la seva autoritat. El poder real a Madrid va anar canviant de mans. Eren ara els comunistes els qui començaven a guanyar influència gràcies a les seves tropes disciplinades (que aconseguien una bona impressió), a la seva propaganda hàbil (que projectava una imatge de serietat i compromís amb la República, així com el desprestigi dels seus rivals) i a l'ajuda de l'URSS (subministraments d'aliments, matèries primeres, armament i tècnics militars). Aquest perill de dominació total de Madrid pels comunistes va posar en guàrdia a la CNT. A partir de llavors el Comitè de Defensa de la CNT del Centre, en mans d'Eduardo Val, Salgado i García Pradas es va encarregar de centralitzar l'acció de les milícies i l'administració del sindicat. Aquest grup es va convertir en una espècie d'estat major que va absorbir les funcions executives de la CNT del Centre. La por a ser eliminats va fer que els llibertaris madrilenys retornessin cop per cop fins que els comunistes desistissin en la seva obstinació davant una CNT disposada a arribar a l'extrem.
Després de militaritzar-se, la CNT del Centre (que és com es coneix a la federació regional de la CNT a Madrid, Castella-la Manxa - Castella La Nova, en 1936 - i part de Castella i Lleó) tindria encara una gran influència entre els seus afiliats que combatien en l'Exèrcit Popular Republicà. Cap a finals de gener de 1937 les milícies confederals desapareixen formalment. Però aquesta influència seria vital en 1939, quan es produeixi el cop d'estat de Segismundo Casado i es creï el Consell Nacional de Defensa, una de les aspiracions de la CNT durant tota la guerra.

## La CNT a Madrid durant la República
La Federació Local de Madrid de la CNT comptava amb tot just 3.000 afiliats en els primers dies de la República, en 1931. Aquesta debilitat es pot explicar pel fet que durant la dictadura de Miguel Primo de Rivera, els socialistes van poder seguir organitzant als treballadors mentre la CNT romania prohibida. No obstant això, partint d'aquesta debilitat, la CNT va aconseguir aprofitar totes les oportunitats que se li van brindar en els anys de la República per crear una organització potent que cap a juliol de 1936 tenia 66.000 afiliats. (llavors la UGT madrilenya tindria una mica més de 160.000). Destacava el Sindicat de la Construcció (que tenia la meitat dels efectius), que dirigien els paletes Cipriano Mera, David Antona Rodríguez i Teodoro Mora, i va organitzar nombroses vagues, cada vegada més radicals. Per exemple la vaga de la construcció en l'estiu de 1936, en la qual van participar 100.000 treballadors. Quan esclata la revolta militar a Madrid encara persisteix aquesta vaga, i són els comitès de vaga els que dirigeixen la resistència a l'aixecament en aquests moments.

## L'aixecament militar
El Comitè de Defensa és un dels organismes que dirigeixen, en la mesura de les seves possibilitats, la resistència a l'aixecament militar. Fa temps que en la CNT madrilenya els militants estan organitzats per barriades. És el 19 de juliol i les notícies que arriben d'arreu d'Espanya són alarmants. En primer lloc cada grup de barri s'organitza per a la requisa d'automòbils, la requisa d'armes i per prendre els llocs claus de la barriada. També es munta guàrdia al voltant de les casernes. Aquest mateix dia els sindicats UGT i CNT declaren la Vaga General Revolucionària. Durant la matinada es reparteixen uns 5.000 fusells entre els centres obrers socialistes. Algunes armes van a parar als comunistes a través de les JSU, però molt poques aconsegueixen els anarquistes, que segueixen pràcticament desarmats. No obstant això, aconsegueixen parar un camió dels que es dirigien a algun centre socialista i requisen les armes que es reparteixen entre els afiliats de Cuatro Caminos i Tetúan.
Aquests primers 5.000 fusells són la base del futur exèrcit de milícies que controlaran els fronts madrilenys durant els següents mesos. En un primer moment el govern decideix armar cinc batallons de voluntaris: dos de la UGT, un de socialista, un altre anarquista i un altre comunista -el futur Cinquè Regiment. El batalló anarquista estaria a les ordres del tinent coronel Víctor Lacalle. Amb aquest batalló anirà l'agost a Somosierra.
Durant el matí del 20 de juliol surten al carrer els militants del Sindicat de la Construcció que estaven detinguts per la vaga (Mera, Julio, Verardini, Cecilio, González Marín, etc.). Els grups anarquistes assalten les armeries i reuneixen escopetes de caça, pistoles i algun revòlver, encara que tenen poca munició. Aquest matí es revolta la Caserna de la Montaña, quedant la resta a l'espera amb la guarnició tancada en les casernes. En la Casa de Campo un grup gran de mil o dos mil persones marxa cap a la caserna de Campamento. En el Pont de Toledo, Delicias i Usera milers de persones més vigilen els camins cap a les casernes situades a Carabanchel i Getafe. A poc a poc al llarg de la matinada del 20 es van revoltant les casernes.
Entorn de la caserna de la Montaña hi ha unes mil persones mig armades. També hi ha guàrdies d'assalt i algunes metralladores. La caserna és assaltada mitjançant un devessall d'atacants que deixa uns 500 morts. No obstant això, es tracta de la caserna des de les que s'ha organitzat la rebel·lió a Madrid, i la resta de casernes es desmoralitzen. Les armes de la caserna es reparteixen entre els assaltants i és aquí quan els anarquistes s'armen. Aquests es reparteixen uns mil fusells. Durant aquell dia anirien caient un darrere l'altre totes les casernes de Getafe, Carabanchel, Vicálvaro, Campamento, Wad-ras, Leganés, etc. S'assalten els edificis des dels quals disparen feixistes o simpatitzants de la revolta. Durant setmanes les milícies de rereguarda s'estaran ocupant dels anomenats "pacos".

## Assegurant els fronts
El 21 de juliol parteixen les primeres milícies per trencar el cèrcol al que es veu sotmès Madrid. Hi ha diversos milers de persones que vigilen la ciutat i que combaten als "pacos". Uns pocs centenars han partit cap als ports de la serra. Uns altres lluiten a El Pardo contra la guarnició militar revoltada. I el Comitè de Defensa de la CNT del Centre envia una columna per alliberar Alcalá de Henares i Guadalajara i una altra per alliberar Toledo.
En la presa de Guadalajara es van destacant futurs caps de milícies com Feliciano Benito, Teodoro Mora, Isabelo Romero, David Antona, García Pradas o Cipriano Mera. Van uns 200 milicians que alliberen Alcalá el 22 i prenen Guadalajara el 23 de juliol. A càrrec d'aquesta milícia està - nominalment (ja que els milicians en aquest moment no obeeixen a ningú) - el militar republicà Ildefons Puigdendolas i Ponce de León. Parteixen immediatament per la carretera de Saragossa fins que es troben amb una columna republicana dirigida per Francisco Jiménez Orge, que es queda a 80 km del front mentre els milicians intenten arribar el més lluny possible, per la carretera de Saragossa. Jiménez Orge serà acusat de passivitat pels anarquistes. Arriben fins a Torremocha del Campo, no obstant això els nacionals prenen Alcolea del Pinar. En aquest front es quedarien diversos centenars de milicians fins que reben reforços de la guàrdia d'assalt i altres columnes milicianes (ferroviaris i una columna petita del POUM; i després, al setembre, els batallons socialistes Alicante Rojo i Pasionaria i carabiners).
Per a la presa de Toledo s'organitza una columna sobre la base de l'Ateneu Llibertari del Sud, Ateneu Llibertari del Pont de Toledo i l'Ateneu de Delicias. S'ajunten més de mil persones, però no hi ha fusells per més de 600. Així i tot entren a Toledo i entaulen un fort combat que arracona als revoltats en l'Alcàsser de Toledo. En aquests moments després del combat, queden uns 300 milicians armats i un centenar de guàrdies d'assalt. Aviat rebran reforços d'altres milicians socialistes i de paisans de Toledo.
El dia 27, surt una petita columna de 150 milicians a càrrec de Cipriano Mera (que torna de Guadalajara) per alliberar Conca, en poder de la Guàrdia civil. Enganya al governador civil i al comandant de la guàrdia civil, fent-los creure que li espera un nombre molt major de milicians a les portes de la ciutat, amb el que es rendeixen sense combatre. Amb la presa de Conca, el 28, s'enllaça ja amb València i Barcelona. I amb la presa d'Albacete per part de les milícies d'Alacant, Múrcia i Cartagena el dia 25 de juliol, Madrid queda unit també amb aquestes ciutats. El front s'estabilitza.

## Les columnes milicianes de la CNT
La CNT decideix organitzar als seus milicians, escampats per tots els fronts. Per a això crea dues casernes, un al Cinema Europa i l'altre al Pont de Toledo. Als Ateneus llibertaris s'obren oficines de reclutament. Després, quan el Comitè de Defensa té armes per a una centúria o un batalló, l'arma i l'envia al front. Es formen les milícies en aquesta base: Cada grup de 20 homes nomena un delegat. Cada centúria tria un altre. Els delegats de les centúries, formen el Comitè del Batalló. Els delegats dels batallons, juntament amb els representants del Comitè de Defensa en nom de l'organització confederal, el Comitè Directiu de la columna. Per manar la primera columna que s'organitza, la CNT nomena (en aquests dies poden fer-ho) al tinent coronel Del Rosal. El 27 de juliol surten cap a Somosierra i Paredes de Buitrago. Aniria Teodoro Mora de delegat de la CNT, encara que posteriorment s'afegiria Cipriano Mera.
En el front de Sigüenza, per la seva banda, es reorganitzen les milícies en centúries, al capdavant d'elles queda Feliciano Benito, de la CNT. Ataquen Atienza, que no la prenen. Retrocedeixen cap a Sigüenza que rep un fort atac dels revoltats, encara que els milicians resisteixen.
Es forma una columna amb destinació a Navalmoral de la Mata. Davant les notícies que van arribant d'Extremadura, la CNT del Centre organitza una primera milícia de 200 homes a càrrec d'Isabelo Romero, llavors secretari del Comitè Regional de la CNT del Centre. Es troben amb el comandant Sabio, que mana una columna que protegeix Navalmoral, no obstant això se'ls acaben les municions, i davant la incapacitat del Ministeri de la Guerra per enviar-les, han de retrocedir.
La Columna d'Extremadura està manada per l'únic general en actiu de la República capaç de manar tropes, el general Riquelme. Al seu torn, la seva columna estarà subdividida en altres menors. En aquesta columna també participaran anarquistes, sobretot extremenys, amb els quals Riquelme no es portarà bé, a causa de la seva indisciplina. També apareix, reforçant el front, l'anomenada Columna Fantasma, al comandament del capità Manuel Uribarri, que ve de València al comandament d'una columna de milicians de CNT barrejats amb guàrdies i soldats.
A Toledo, quedaven poc més de 300 milicians i uns guàrdies. La CNT organitza a l'Ateneu Llibertari del Sud una milícia anomenada Águilas de la Libertad. Aquesta milícia tindrà 400 homes que estaran manats per Salvador Sediles Moreno com a cap militar i els anarquistes Francisco Tortosa i Benito Pavón.
Mentrestant els llibertaris a Madrid organitzen hospitals: en el Frontó Recoletos i en l'Ateneu Llibertari Delícies. A més el govern autoritza la creació de les Milícies de Vigilància de la Rereguarda, que en els primers moments estan controlades pels sindicats i els comunistes.
També s'allisten milicians anarquistes en altres columnes davant la falta d'armes. Per exemple en la Columna Mangada s'ajunten uns mil anarquistes amb altres republicans o socialistes. La Columna atacarà el front d'Àvila, que trencarà, el 27 d'agost. Encara que no van prendre la ciutat sí que es van endinsar en territori enemic més de 50 quilòmetres. Aquesta gesta, provocarà que els seus homes el portin a coll i el proclamin "general" en una curiosa forma de concedir ascensos. Era un signe de com eren els milicians d'aquests dies. La columna seria de les més nombroses, calculant-se més de 6.000 combatents en total.
No obstant això el front d'Extremadura s'enfonsa i el govern ha de prendre mesures més serioses. A la fi d'agost s'organitza la defensa de la vall del Tajo. En el centre, la columna Riquelme que té uns 8.000 o 10.000 homes. Al seu flanc dret estarà la columna López Tienda (que ve des de Catalunya) que és molt més petita. Al seu flanc esquerre (i en l'altra riba del Tajo) estarà la Columna Andalusia-Extremadura. Aquesta columna s'ha format a Andalusia de les restes de les unitats milicianes llibertàries. No obstant això també hi ha a Madrid nombrosos extremenys i andalusos, que el Comitè de Defensa engloba en aquesta columna. El front que cobreix la columna va des del Tajo fins als fronts de Còrdova.
En el flanc dret del republicà López Tienda estarà la Columna del Rosal, que tindrà els batallons confederals Mora, a càrrec de Teodoro Mora i organitzat per l'Ateneu del Pont de Toledo, Orobón Fernández manat per Miguel Arcas, organitzat per l'Ateneu Llibertari de Tetuán de les Victorias, i el batalló Ferrer, manat per Cayuela. Aquesta columna arribarà fins a Navamorcuende, província de Toledo, i combatrà a la Vall del Tiétar. El 20 d'agost estarà en aquest front fins que s'enfonsa amb la presa de Talavera de la Reina el 6 de setembre per les tropes africanes de Varela. La columna anarquista sofreix nombroses baixes, de mil combatents amb els quals parteix de Madrid queden 250. Entre els morts està Teodoro Mora que dirigia un batalló. Se li envien reforços des de Madrid. Amb els reforços, moltes vegades improvisats, que la columna rep, organitzen els següents batallons: Francisco Ferrer, Orobón Fernández, Manuel Pau, Noi del Sucre, Bakunin i Rafael Casado. Manuel Pau i Rafael Casado són els dos primers morts de la columna a Paredes de Buitrago. També se li envien diverses centúries de la Columna Terra i Llibertat, que ve des de Catalunya per reforçar la defensa de Madrid. La columna és retirada del front el 15 de setembre amb nombroses baixes.
El Ministeri de la Guerra havia abandonat les milícies de Toledo a la seva sort. El pes de l'atac fins llavors era a mans dels milicians anarquistes i dels guàrdies d'assalt. Quan les tropes de Yagüe estan a Talavera de la Reina, envien reforços per intentar prendre l'Alcàsser i resistir en aquesta ciutat. Es llancen diversos atacs i es dinamita l'edifici. No obstant això, el 27 de setembre, arriben les tropes de l'Exèrcit d'Àfrica a la ciutat i els milicians han de retirar-se.
La situació de Sigüenza és semblant. Malgrat els reforços enviats pel Ministeri de la Guerra els nacionals ataquen amb moltes més tropes. Assetgen als milicians a la ciutat, i més tard en la catedral, en la qual hi haurà un grup de milicians resistint des de l'11 de setembre. El front s'esfondrarà el dia 25, retrocedint diversos quilòmetres. En l'enfonsament del front queden diversos centenars de milicians envoltats al poble. Un grup d'uns 150 aconsegueix escapar al comandament de Feliciano Benito, però queden uns altres 500 atrapats i es tanquen en la catedral, imitant l'exemple de l'Alcàsser de Toledo. Es rendiran el 15 de setembre.
La Columna del Rosal és reorganitzada i rearmada al setembre. La hi enviaran al front de Terol per participar en la presa de la ciutat. La integren ara 8 centúries de la columna Terra i Llibertat, el batalló Mora amb 650 homes, el batalló Juvenil Llibertari amb altres 650, el batalló Orobón Fernández amb 600, i el batalló Ferrer amb d'altres. En total 3.200 combatents. Estava comandat pel tinent coronel Del Rosal i amb Cipriano Mera de delegat, el cap de l'Estat major era el cenetista Antonio Verardini. La columna va participar en accions en la Serra d'Albarrasí, encara que sense poder prendre Terol. Passarà tot el mes d'octubre en aquest front. Una part de la columna (1.000 homes) tornarà a Madrid quan aquesta sigui voltada per les tropes nacionals.
Per completar el panorama de milícies anarquistes, dir que existia una columna dirigida per Amor Nuño, de les Joventuts Llibertàries que combatia al front de Toledo, anomenada columna Amor i Libertad, amb 500 milicians. També es forma a l'octubre la Columna Espanya Lliure. Es pretenia ara formar columnes de certa 'entitat', és a dir, nombroses i ben armades que poguessin contenir a l'enemic amb garanties. La idea era que la columna tingués 3.000 milicians, encara que en principi solament van tenir armes uns 1.200, per l'escassetat. La columna no rebria armes fins al dia 3 de novembre, en les vespres de la batalla de Madrid.

## La batalla de Madrid
A la fi d'octubre i primers de novembre l'exèrcit nacional està a les portes de Madrid. Es produeix en aquest temps una forta mobilització dels habitants de Madrid. De fet, és la mobilització més forta de la guerra, ja que d'uns 20 o 30.000 combatents a l'octubre es passarà a gairebé 90.000 per a febrer del 37. Dins de les files de la Confederació, es produeix una mobilització total. D'una banda els afiliats al Sindicat de la Construcció s'afanyen a construir fortificacions. Per un altre els del metall malden per la producció d'avituallament de guerra, a pesar que Madrid amb prou feines té indústria. Es fa una recol·locació dels batallons dispersos, com la Columna Terra i Llibertat, l'Amor Nuño o el batalló Toledo.
A Madrid la situació és desesperada. El Govern decideix abandonar la ciutat i traslladar-se a València, i es forma el dia 4 de novembre la Junta de Defensa de Madrid, a càrrec del General Miaja. En aquest context es produeix l'arribada dels 4 ministres que tindria la CNT al govern de Largo Caballero (Frederica Montseny, Joan García Oliver, Joan Peiró i Juan López Sánchez), que el primer que se'ls ordena fer és anar-se'n a València. La comitiva de ministres que sortien de Madrid és detinguda per milicians de Sigüenza -en reorganització- a Tarancón, a càrrec de José Villanueva. La indignació amb el govern era general a Madrid, ja que hores abans d'anar-se havien afirmat que el govern correria la mateixa sort que el poble de Madrid. Per mediació d'Eduardo Val i Horacio Martínez Prieto es deixa marxar als retinguts (els generals Asensio i Pozas, Julio Álvarez del Vayo, el ministre cenetista Juan López i molts secretaris i sotssecretaris i alts càrrecs del govern).
El dia 4 les tropes nacionals prenen Carabanchel Alto i Campamento. Es forma un front a Carabanchel Baix, a Usera, a Villaverde, en la carretera d'Extremadura i la Casa de Campo. A Carabanchel i Usera hi ha una onada de voluntaris per resistir i prendre les armes segons van caient els seus companys. Es conté l'atac. El dia 7 entren en vigor les ordres de Miaja, que li donen el control de la defensa de Madrid.
En Carabanchel estarà la columna Espanya Lliure. Aconsegueixen paralitzar un atac d'una columna de tancs, sofrint moltes pèrdues. En aquests enfrontaments perd la vida Ramos, que estava al comandament de la columna.
El dia 8, arriben a Madrid milícies de la Columna Del Rosal a càrrec de Cipriano Mera. S'han presentat 250 voluntaris de cadascun dels 4 batallons de la columna, que completa una columna de 1000 homes. La hi posa a càrrec del comandant Miguel Palacios. En el front de Madrid serà coneguda com a Columna Palacios, i serà dividida en dos batallons (al comandament de Manuel Arenas i Manuel Domínguez). Van ser situades entre el pont de San Fernando, al nord del Manzanares, i Puerta de Hierro. Van entrar en combat el dia 9, recuperant una mica de terreny. No obstant això, van tenir 350 baixes en un sol dia. El dia 10 la columna va tornar a atacar. Però pel 13, dels 1.000 que eren en la columna quedaven 400. Tots dos caps de batallons van caure en aquests dies. Reben el reforç de dues companyies de carabiners i l'Organització els enviarà 600 voluntaris cenetistes.
L'atac en el nord de la ciutat començarà a centrar-se en la Ciutat Universitària de Madrid. Defensant estaran les columnes Mangada, Galán, i en el sector pròpiament de la Ciutat Universitària, la columna Palacios i la columna Llibertat (del PSUC, enviada des de Catalunya). Però des del dia 14 l'atac enemic referma i totes les columnes van perdent posicions. El 17 reben el reforç de la Columna Durruti, que ve des del front d'Aragó i està comandada per Buenaventura Durruti. No ve més que una part de la columna, uns 1.500 milicians. Malgrat la fama que tenia, realment les tropes milicianes del centre tenien més experiència i capacitat per enfrontar-se als Regulars i Legionaris que els atacaven. Les tropes del front d'Aragó havien estat detingudes en el front, sense municions ni armes de refresc, més d'un mes, mentre que les forces del Centre no havien tingut descans. La columna serà assignada a la posició de l'Hospital Clínic que és atacat justament en aquests dies. El dia 19 Durruti mor. Buenaventura Durruti és en aquells dies un símbol molt potent de la Revolució social que es comença a qüestionar i atacar per part dels comunistes, republicans i alguns socialistes. La seva columna quedarà a càrrec de Ricardo Sanz García.
No obstant això, ara com ara Madrid no ha caigut. Es produeix un relleu de generals en el bàndol nacional. Yagüe i Varela són substituïts el 21 per generals de segona fila. I prossegueixen els atacs frontals. Fins al dia 11 de desembre el front no es calmaria. En aquests moments es produeixen molts relleus en les milícies confederals. Des del Comitè de Defensa s'unifica el comandament de totes les milícies de la CNT en el Centre. Es crea un estat major i s'accepta la militarització de les milícies. Els nacional intenten prendre la Carretera de La Corunya atacant els pobles d'Húmera i Boadilla.

## La militarització
A Madrid, la idea de la militarització (des de la CNT) s'accepta molt abans que en altres llocs, com Aragó, Catalunya o València. La situació de setge que viu la ciutat, amb milers de morts en els fronts, amb bombardejos diaris i amb atacs amb columnes de tancs, fins ara mai abans vists, fan percebre que l'única forma de guanyar la guerra serà formant un exèrcit organitzat capaç de derrotar a l'enemic. En el periòdic CNT s'escriu: "La confederació dona una vegada més l'exemple unificant les seves columnes. Ara esperem que la nostra labor sigui superada, per la constitució de la milícia i del comandament únic -Exèrcit regular, dit sigui en altres paraules- segons la voluntat i el desig de tota l'Espanya antifeixista".
Les milícies confederals que manen Palacios i Mera es converteixen en la Brigada X (o Brigada 10). Sota aquesta brigada queden els batallons Sigüenza (a càrrec de José Villanueva), el batalló Ferrer (a càrrec de Carlos Sanz) que va ser transformat en el 8è batalló de milícies confederals, i més tard van rebre el 9è i el 12è batalló de milícies de CNT. Cada batalló tindria 550 fusells i 16 metralladores. Formaven part d'aquesta brigada algunes forces de les quals van arribar de la Columna Durruti, a càrrec de José Poma. En els últims dies de desembre van ser traslladats a Húmera, on van participar en la defensa de la carretera de La Corunya. Aquesta va ser atacada durament en els primers dies de l'any 1937, produint-se una gran desfeta en el bàndol republicà. Les tropes de la Brigada X van recollir entre 5 i 6.000 fusells, amb els quals es van armar diversos batallons de la CNT.
La CNT forma la columna Espartacus a partir de militants andalusos, murcians i alacantins. A càrrec n'estarien Sabín, Luzón, Molina, Vimes, Pedraza, Acracio... Se li assigna el sector de la Casa de Campo, prop d'Aravaca. En la segona quinzena del mes de gener es militaritzen les tropes de la CNT. La Brigada X passa a ser la Brigada 39, i aviat es constitueix una Divisió, que és la 5a a càrrec de Miguel Palacios. Al comandament de la 39 BM estarà Mariano Román. Les Columnes Espartacus i Espanya Lliure es transformen en la 70 i la 77. Les dues brigades donaran origen a la 14a Divisió, manada per Cipriano Mera. A Conca els batallons de la Columna del Rosal també es transformen en brigades, la 59, 60 i la 61, i entre les tres formaran la 13a Divisió. La Columna Durruti, tant les tropes que estan a Aragó com les de Madrid, que tornarà a Aragó, formaran la 26a Divisió. Dels batallons que combaten a Andalusia, i que ara tornen a Madrid es formarà la brigada 149, i després la 17a Divisió.
Res més formar-se algunes d'aquestes brigades, com les forces de la 26 (ex-columna Durruti) seran enviades a la batalla del Jarama. Allí seran delmades en l'assalt al Turó del Pingarrón juntament amb una brigada internacional. La 14 Divisió de Mera tindrà un paper destacat en la batalla de Guadalajara.
Com diu Eduardo Guzmán, fins a finals de gener de 1937 per les milícies de la CNT del Centre han passat unes 65.000 persones, de les que es tenia fitxa.